# Stora Harpsjön
Stora Harpsjön är en sjö i Orsa kommun i Dalarna och ingår i Dalälvens huvudavrinningsområde. Sjön har en area på 0,235 kvadratkilometer och ligger 540,5 meter över havet. Sjön avvattnas av vattendraget Harpsjöbäcken.

## Delavrinningsområde
Stora Harpsjön ingår i det delavrinningsområde (682106-142335) som SMHI kallar för Mynnar i Ämåsjön. Medelhöjden är 577 meter över havet och ytan är 11,49 kvadratkilometer. Det finns inga avrinningsområden uppströms utan avrinningsområdet är högsta punkten. Harpsjöbäcken som avvattnar avrinningsområdet har biflödesordning 4, vilket innebär att vattnet flödar genom totalt 4 vattendrag innan det når havet efter 393 kilometer. Avrinningsområdet består mestadels av skog (82 procent). Avrinningsområdet har 0,24 kvadratkilometer vattenytor vilket ger det en sjöprocent på 2,1 procent.